# Fernando Quijano
Fernando José Nicasio Quijano (Montevideo, 14 de diciembre de 1805 - Paysandú, 3 de diciembre de 1871) fue un actor, músico aficionado, periodista y militar uruguayo.

## Biografía
Sus padres fueron los actores Juan Quijano y Petronila Serrano, una actriz y bailarina de prolífica actuación en la época fundando compañías de baile y teatro y que trabajó en muchas de las obras junto a su hijo.
Ingresó como militar con 20 años durante la gestación de la Cruzada Libertadora en Uruguay alrededor de 1823 y en 1830 luego de la jura de la Constitución se alejó transitoriamente de las batallas para dedicarse al Teatro. Luego retornó a la lucha armada en la Batalla de Cagancha en 1939.
Contrajo matrimonio en tres ocasiones y tuvo varios hijos.
Quijano también fue redactor de varios periódicos, que aparecieron en Montevideo durante el Sitio Grande algunos de ellos fueron: El Guerrillero junto al poeta argentino José Mármol.

## Actividad artística
Durante su carrera tuvo varias interpretaciones y de diferentes ámbitos. Tocaba varios instrumentos de forma aficionada, cantaba y actuaba en diferentes escenarios. Fue Director Nacional de la Compañía Dramática realizando actuaciones en Montevideo y en Buenos Aires.

## Himno Nacional de Uruguay
Hubo durante muchos años una polémica acerca quién había sido el autor de la música del Himno Nacional de Uruguay ocupó artículos en la prensa de Montevideo. El decreto del gobierno del 26 de julio de 1848, atribuyó oficialmente la misma a Quijano.  
Al enterarse de la proximidad de este decreto Francisco José Debali publicó en el diario El Nacional el 23 de julio de 1855 un artículo donde afirma ser él el autor de la música y que Quijano lo ayudó a interpretar el texto y comprender el espíritu de la letra de Francisco Acuña de Figueroa, por no conocer el idioma español en profundidad.
Según la investigación del reconocido musicólogo Lauro Ayestarán las notas del Himno de Uruguay son extremadamente complejas para un músico aficionado como lo era Fernando Quijano por lo que no hay duda que su intervención fue mínima y no para ser considerado autor.

## Obras

### Composiciones musicales
- Himno dedicado a la apertura del Hospital de Sangre de la defensa de Montevideo (1845)
- Pastorela de Navidad, compuesta para la obra Don Pedro el cruel de Castilla (1848)
- Una lágrima, canción para canto y piano pautada por Franciso José Debali publicada en El Iris, (1848)[1]

### Composiciones teatrales
- ¡¡Quién diría!!, comedia en dos actos
- Un paseo a San Fernando, sainete

## Reconocimientos
Una calle en la ciudad de Montevideo lo recuerda y conmemora.